# Tel Tachaš
Tel Tachaš (hebrejsky: תל תחש) je pahorek a sídelní tel o nadmořské výšce - 232 metrů v severním Izraeli, v Bejtše'anském údolí.
Leží v zemědělsky intenzivně využívané krajině necelé 3 kilometry západně od řeky Jordán, cca 4 kilometry jihovýchodně od města Bejt Še'an a 2 kilometry jižně od vesnice Neve Ejtan. Má podobu nevýrazného odlesněného návrší, které vystupuje z roviny Bejtše'anského údolí. Po jihozápadní straně ho obtéká vádí Nachal Avuka. Jde o významnou archeologickou lokalitu nazývanou též Chirbet Tachaš (חרבת תחש). Byly zde objeveny zbytky staveb z byzantského období, včetně objektu, který mohl sloužit jako synagoga. Na západ od Tel Tachaš se rozkládá pahorek Tel Cemed.